# Parc de Sa Quarantena
El Parc de Sa Quarantena és un parc municipal de la ciutat de Palma.
El 1942 l'Ajuntament de Palma adquirí els terrenys i el 1967 els arquitectes Vicenç Bayo Garcia i Alexandre Villalba Salvador hi projectaren un parc. Antigament hi havia un llatzeret on guardaven quarantena els possibles infectats d'un contagi en alta mar. Les obres del llatzeret s'iniciaren el 1656 per encàrrec del Gran i General Consell, però s'allargaren en el temps. Al mateix llatzeret s'hi instal·là una bateria de defensa, que va estar activa fins al 1855, quan una llei sanitària obligà a separar les bateries de defensa dels llatzerets. D'aquesta antiga construcció sols queden les dues portes d'accés que són d'època barroca (1656).
A més, l'any 1691 va tenir lloc en aquesta zona, un dels capítols més cruels i sanguinaris, el Fogó dels Jueus, una foguera inquisitorial on foren cremades tres persones acusades de judaisme.
El 1934 l'Ajuntament de Palma habilità aquest espai per organitzar-hi colònies infantils, però l'activitat cessà el 1936. A partir de novembre d'aquell mateix any, s'hi instal·là l'Escola dels Fletxes Navals, branca juvenil de la Falange.
Finalment, el 1942 l'Ajuntament de Palma a través d'una permuta amb l'antic quarter de cavalleria va adquirir els terrenys del Llatzeret. Actualment aquest espai s'ha convertit en un parc municipal.